# Lunar Reconnaissance Orbiter

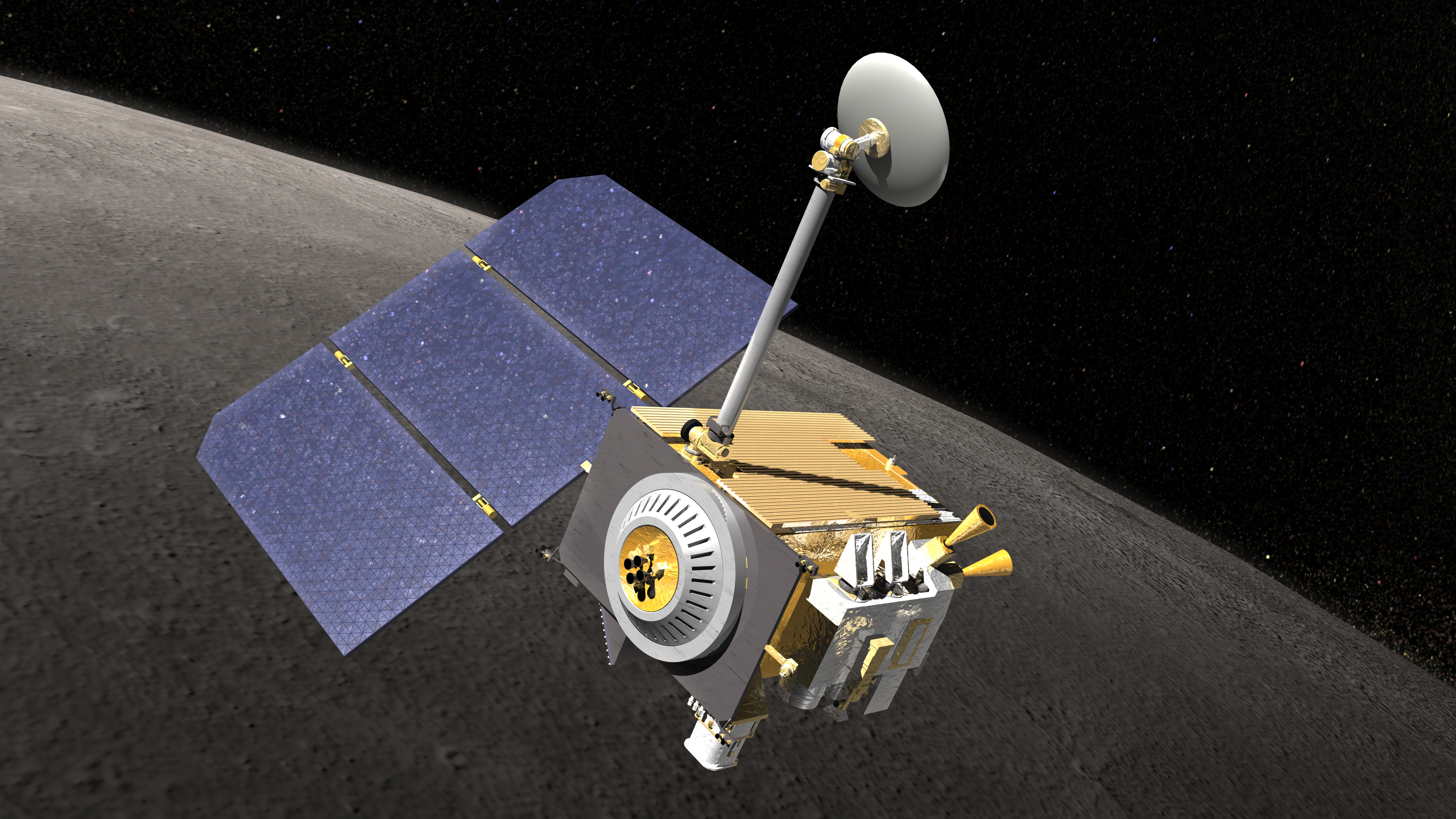
Lunar Reconnaissance Orbiter

O Lunar Reconnaissance Orbiter (Orbitador de Reconhecimento Lunar, LRO) é uma espaçonave robótica lançada pela Nasa, que atualmente está orbitando a Lua. O lançamento não tripulado do Lunar Precursor Robotic Program (Programa de Precursores Robóticos Lunares) ocorrido em 18 de junho de 2009, a primeira missão dos Estados Unidos para a Lua em mais de dez anos. O LRO é a primeira missão do programa Vision for Space Exploration (Visão para Exploração Espacial) dos Estados Unidos. Para cumprir com sucesso os objetivos do "The Vision", incluindo a exploração humana da Lua, o LRO vai orbitar a Lua, pesquisar os recursos lunares, e identificar possíveis locais de pouso. A sonda será capaz de fornecer um mapa 3D da superfície lunar e forneceu algumas das primeiras imagens de alguns equipamentos do projeto Apollo deixados na Lua. O foguete Atlas V usado para lançar o LRO também carregou o Lunar Crater Observation and Sensing Satellite (Satélite de observação e sensoriamento de crateras lunares - LCROSS), que é projetado para detectar a água liberada quando estágio superior do veículo de lançamento atingir uma cratera lunar. Juntos, o LCROSS e o LRO formam a vanguarda do returno à Lua do Lunar Precursor Robotic Program da Nasa.
As primeiras imagens feitas pela LRO foram publicadas em 2 de julho de 2009, apontadas nas regiões dos planaltos lunares ao sul do Mare Nubium (Mar das Nuvens). Em 17 de julho de 2009, algumas imagens dos locais de pouso das Apollo foram publicados.

## Missão
Desenvolvido no Goddard Space Flight Center da Nasa, o LRO é uma espaçonave grande e sofisticada planejada para voar em uma órbita polar lunar para uma missão nominal de um ano terrestre. Uma fase estendida opcional da missão (de até cinco anos) pode fornecer uma retransmissão de comunicação para outras futuras missões em solo lunar, como um aterrissador lunar ou rover lunar.
Uma revisão do projeto preliminar foi completada em fevereiro de 2006, e a revisão crítica do projeto foi completada em novembro de 2006. O LRO foi despachado do Goddard Space Flight Center à Estação da Força Aérea de Cabo Canaveral em 11 de fevereiro de 2009.
O lançamento estava planejado originalmente para ocorrer em outubro de 2008, mas foi postergada para abril enquanto a espaçonave passava por testes em uma câmara de vácuo termal. Uma data posterior para lançamento foi agendada para 17 de junho de 2009, devido ao atraso em um lançamento militar prioritário. O lançamento acabou acontecendo um dia mais tarde, em 18 de junho. O atraso de um dia foi para permitir ao ônibus espacial Endeavour uma chance de decolar após um vazamento de hidrogênio que havia cancelado um lançamento em data anterior do ônibus espacial.
As áreas de investigação incluem:
- topografia global selenodética;
- Caracterização da radiação de espaço profundo na órbita lunar.
- As regiões polares lunares, incluindo possíveis depósitos de gelo e a luz ambiente. As regiões polares lunares experimentam temperaturas de -223 oC e podem conter água congelada.[15]
- mapeamento de alta resolução (máximo 0,5 m) para ajudar à seleção e caracterização de futuros locais de pouso.[16]

Além disso, a LRO forneceu as primeiras imagens de alguns equipamentos deixados pelas missões Apollo na Lua. A missão espacial de US$ 583 milhões veio equipada com uma sonda espacial moderna LRO de US$ 504 milhões e um satélite LCROSS de US$ 79 milhões.

## Sistema de Planejamento de Missão

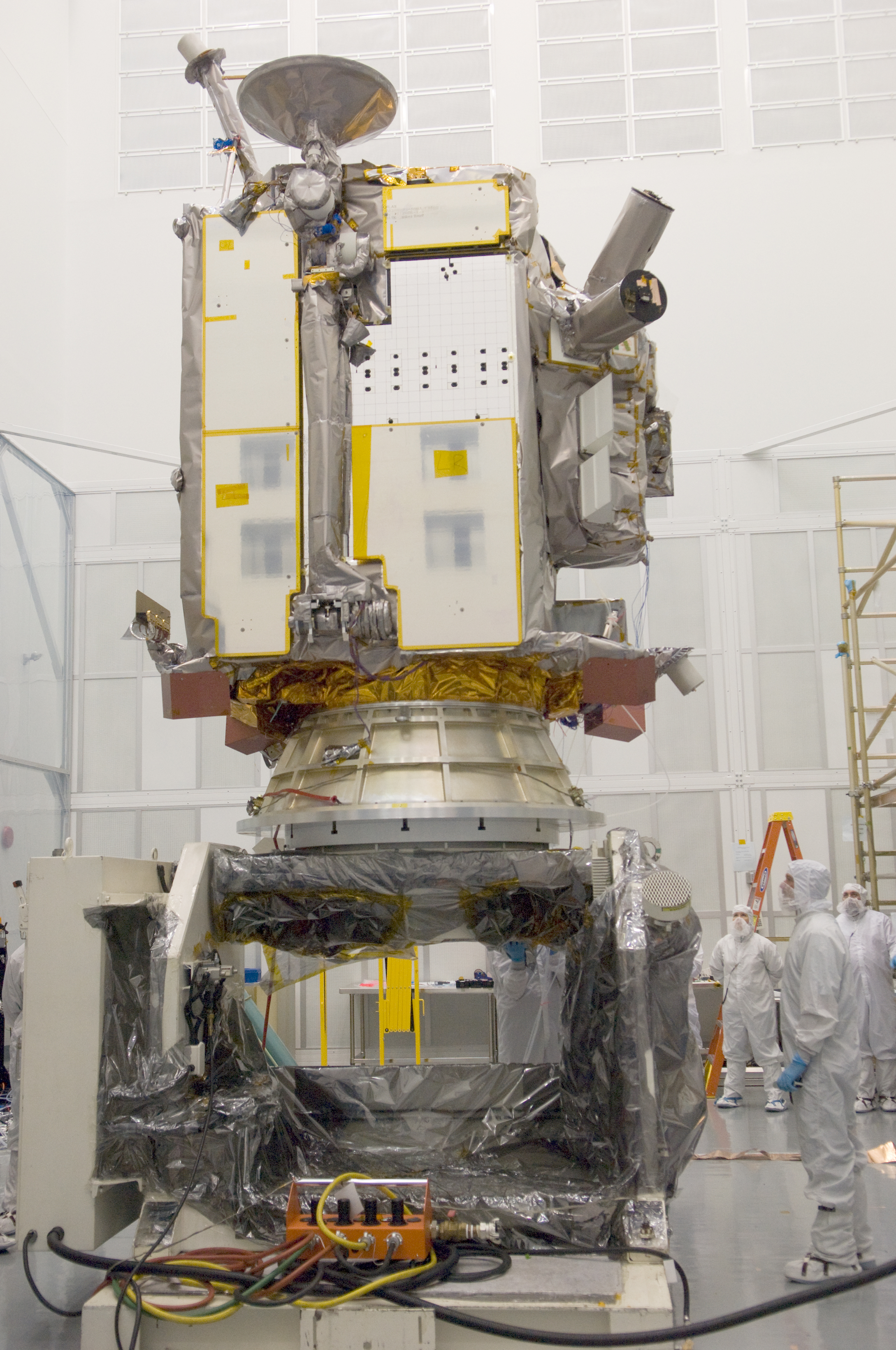
LRO durante testes na Nasa

Em 2005, a Nasa conduziu uma análise extensiva de várias opções para o desenvolvimento do Sistema de Planejamento da Missão da LRO. Esta análise levou em conta os requisitos determinado pelos cientistas sobre o uso de diferentes instrumentos científicos a bordo, bem como eventos orbitais e algumas restrições relacionadas à plataforma e o segmento em terra. Os elementos deste estudo foram triplos: um sistema proprietário da Nasa, um sistema de uma companhia americana e o sistema Flexplan, que foi desenvolvido pela GMV e usado pela Agência Espacial Europeia e EUMETSAT. O Flexplan usa um gerador de algoritmos que permite a implementação, mudança e validação das regras da missão e de voo sem a necessidade de compilação.
Na conclusão, a Nasa decidiu que o Flexplan era o sistema mais apropriado para as necessidades do LRO e que ele iria permitir o desenvolvimento do Sistema de Planejamento da Missão com os menores custos e riscos. No meio de 2006 a GMV assinou um contrato com a Honeywell para tornar o Flexplan o Sistema de Planejamento e Programação da missão LRO. O sistema foi integrado no Goddard Space Flight Center da Nasa em Greenbelt (Maryland), e no centro de controle de segurança. O status e uso dos instrumentos a bordo, o sistema de propulsão e o registro de estado sólido, bem como o planejamento de objetivos, armazenamento de dados e eventos dinâmicos de voo (e.g. eclipses, perdas de contato com estações em solo ou manobras) serão totalmente coordenados pelo Flexplan.

## Instrumentos a bordo

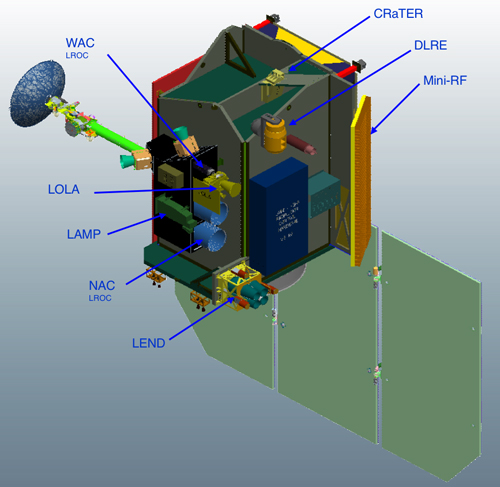
Instrumentos a bordo

O orbitador é complementado por seis instrumentos e uma demonstração de tecnologia:
- CRaTER—O objetivo principal do Cosmic Ray Telescope for the Effects of Radiation (Telescópio de Raios Cósmicos para Efeitos de Radiação) é caracterizar o ambiente de radiação global lunar e seus impactos biológicos.[22]
- DLRE—O Diviner Lunar Radiometer Experiment (Experimento de Adivinhação Radiômetro Lunar) irá medir a emissão termal da superfície lunar para fornecer informações essenciais para futuras operações de superfície e exploração.[23]
- LAMP—Lyman-Alpha Mapping Project (projeto de mapeamento Lyman-Alpha) irá examinar as crateras que estão em sombra permanente procurando gelo, examinando através da luz ultravioleta das estrelas de do meio interplanetário.[24]
- LEND—Lunar Exploration Neutron Detector (Detector de Neutron de Exploração Lunar) irá fornecer medidas, criar mapas e detectar possíveis depósitos de água congelada próximos à superfície.[25]
- LOLA—A investigação do Lunar Orbiter Laser Altimeter (Altímetro Laser do Orbitador Lunar) irá fornecer um modelo topográfico lunar global e uma grade geodetica.
- LROC—A Lunar Reconnaissance Orbiter Camera (Câmera do de Reconhecimento do Orbitador Lunar) foi projetada para atender as exigências de medição da certificação de locais de pouso e iluminação polar.[26] A LROC compreende um par de câmeras de ângulo estreito (NAC) e uma câmera grande-angular (WAC). A LROC irá voar várias vezes sobre os locais dos pousos lunares das missões Apollo a 50 km de altitude; Com as câmeras de alta resolução, os rover lunares e estágios de descida dos Módulos Lunares e respectivas sombras serão claramente visíveis, junto com outros equipamentos previamente deixados na Lua. A missão irá retornar aproximadamente 70-100 Terabytes de dados de imagem. Espera-se que estas fotografias aumentem o reconhecimento público da validade das missões, e a desacreditar as teorias conspiratórias relacionadas ao projeto Apollo.[5]
- Mini-RF—O Radar de Radio Frequência Miniatura irá demonstrar o novo SAR leve e as tecnologias de comunicação, e localizar potenciais locais com água congelada.[27]

## Nomes a caminho da Lua

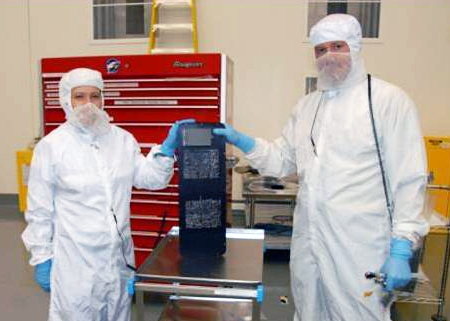
O painel microchip contendo 1,6 milhões de nomes

Antes do lançamento do LRO, a Nasa deu a membros do público a oportunidade de ter seus nomes colocados em um microchip a bordo do LRO. O prazo final para esta oportunidade foi 31 de julho de 2008. Cerca de 1,6 milhões de nomes foram submetidos.
A perspectiva de publicidade espacial também atraiu o interesse do exército dos Estados Unidos, que montou um website para oferecer às pessoas a chance de "descobrir como é ser um astronauta" criando meios para o público fazer perguntas ao astronauta Timothy L. Kopra e outros sobre seus experimentos espaciais. Kopra é o engenheiro de voo da Expedição 20 na Estação Espacial Internacional.

## Progresso da missão

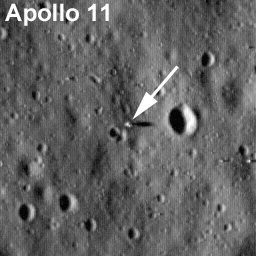
Local de aterrisagem da Apollo 11 observada pelo Lunar Reconnaissance Orbiter

Em 23 de junho de 2009, o LRO entrou em órbita em torno da Lua depois de uma viagem de quatro dias e meio da Terra. Quando lançada, a espaçonave foi apontada para um ponto além da posição da Lua. Uma correção de meio-curso foi necessária durante a viagem para que a espaçonave entrasse corretamente em órbita lunar. Uma vez atingido o lado oculto da lua, seu motor de foguete foi disparado para que fosse capturada pela gravidade da Lua em uma órbita lunar elíptica. Uma série de quatro disparos de foguetes pelos próximos quatro dias foi usada para colocar o satélite em sua órbita de fase de comissionamento. Cada instrumento é ligado e testado durante a fase de comissionamento, que é planejada para durar 60 dias depois do lançamento. Durante sua missão primária a espaçonave irá orbitar a Lua a cerca de 50km por um ano. O LRO está programado para entrar a órbita de 50 km em 15 de setembro de 2009.
A nave junto com a Chandrayaan-1 serão usadas para executar um experimento de radar bistatico para detectar a presença de água congelada na superfície lunar. Neste experimento, Chandrayaan envia um pulso de radar que, depois de refletido pela superfície, é captado pelos receptores do LRO e em um ângulo diferente pelo Chandrayaan. Ambos receptores, Mini-RF no LRO e o Mini-SAR no Chandrayaan, são similares em natureza.

### Descoberta de água
Mesmo no início da missão da LRO, os cientistas viram fortes evidências de que a água ou o hidrogênio são evidentes na lua. Durante a fase de teste e calibração da sonda, o detector de nêutrons da LRO descobriu que havia um pico de hidrogênio nas crateras, sugerindo que poderia haver água nas regiões sombreadas, assim como outro hidrogênio não confinado a essas áreas.
Quando o satélite de observação e sensoriamento de crateras lunares se chocou contra a lua, a LRO observou o impacto do orbital a 50 km acima da superfície da lua. A câmera capturou uma nuvem de material da superfície que mostrava uma "quantidade significativa" de água no local do choque da LCROSS. Uma análise posterior do local do acidente revelou que ele poderia ser mais úmido do que o deserto do Saara, sugerindo que a cratera Cabeus poderia ser um local para uma futura base lunar. Além da água, outros recursos possíveis para futuros exploradores lunares naquele local incluem amônia, monóxido de carbono, metano, mercúrio e prata.
Em 2012, LRO descobriu o que poderia existir uma grande quantidade de gelo na Cratera de Shackleton, que é quase exatamente no pólo sul da lua. O laser usado para o instrumento também encontrou áreas reflexivas em outras partes menos sombreadas da cratera. Pequenos trechos de gelo poderiam perfazer no máximo cinco a dez por cento do material nas paredes da cratera de Shackleton.